# Toxitiades russus
Toxitiades russus là một loài bọ cánh cứng trong họ Cerambycidae.